# Sihai
Sihai (kinesiska: 四海) är en köping i Kina. Den ligger i stadsdistriket Yanqing i Pekings storstadsområde, i den norra delen av landet, omkring 67 kilometer norr om stadskärnan. Antalet invånare är 6 001. Befolkningen består av 2 877 kvinnor och 3 124 män. Barn under 15 år utgör 10,0 %, vuxna 15-64 år 74 %, och äldre över 65 år 15,0 %.